# William Browning
Pour les articles homonymes, voir Browning.
William Browning est un joueur britannique de cricket né le 1er juin 1874 à Londres et mort le 20 avril 1911 à Paris,, qui a représenté la France lors des Jeux olympiques d'été de 1900 à Paris.

## Biographie
Il participe à l'unique match de cricket aux Jeux olympiques en 1900 à Paris. La France, représentée par l'équipe du Standard Athletic Club, est battue par l'Angleterre et remporte donc la médaille d'argent.